# Camponotus aguilerai
Camponotus aguilerai é uma espécie de inseto do gênero Camponotus, pertencente à família Formicidae.